# Lijst van nummer 1-hits in Wallonië in 2020
Deze hits stonden in 2020 op nummer 1 in de Belgische Ultratop 50, de bekendste hitlijst in Wallonië.
| Datum        | Artiest                                  | Titel                 |
| ------------ | ---------------------------------------- | --------------------- |
| 4 januari    | Tones and I                              | Dance monkey          |
| 11 januari   | Tones and I                              | Dance monkey          |
| 18 januari   | Tones and I                              | Dance monkey          |
| 25 januari   | Tones and I                              | Dance monkey          |
| 1 februari   | The Weeknd                               | Blinding lights       |
| 8 februari   | The Weeknd                               | Blinding lights       |
| 15 februari  | The Weeknd                               | Blinding lights       |
| 22 februari  | The Weeknd                               | Blinding lights       |
| 29 februari  | The Weeknd                               | Blinding lights       |
| 7 maart      | The Weeknd                               | Blinding lights       |
| 14 maart     | The Weeknd                               | Blinding lights       |
| 21 maart     | Ninho                                    | Lettre à une femme    |
| 28 maart     | The Weeknd                               | Blinding lights       |
| 4 april      | The Weeknd                               | Blinding lights       |
| 11 april     | The Weeknd                               | Blinding lights       |
| 18 april     | The Weeknd                               | Blinding lights       |
| 25 april     | The Weeknd                               | Blinding lights       |
| 2 mei        | SAINt JHN                                | Roses (Imanbek remix) |
| 9 mei        | SAINt JHN                                | Roses (Imanbek remix) |
| 16 mei       | SAINt JHN                                | Roses (Imanbek remix) |
| 23 mei       | Nea                                      | Some say              |
| 30 mei       | Nea                                      | Some say              |
| 6 juni       | Topic & A75                              | Breaking me           |
| 13 juni      | Topic & A75                              | Breaking me           |
| 20 juni      | Bosh                                     | Djomb                 |
| 27 juni      | Bosh                                     | Djomb                 |
| 4 juli       | Bosh                                     | Djomb                 |
| 11 juli      | The Weeknd                               | In your eyes          |
| 18 juli      | The Weeknd                               | In your eyes          |
| 25 juli      | The Weeknd                               | In your eyes          |
| 1 augustus   | The Weeknd                               | In your eyes          |
| 8 augustus   | The Weeknd                               | In your eyes          |
| 15 augustus  | The Black Eyed Peas, Ozuna & J. Rey Soul | Mamacita              |
| 22 augustus  | Master KG, Burna Boy & Nomcebo Zikode    | Jerusalema (Remix)    |
| 29 augustus  | Master KG, Burna Boy & Nomcebo Zikode    | Jerusalema (Remix)    |
| 5 september  | Master KG, Burna Boy & Nomcebo Zikode    | Jerusalema (Remix)    |
| 12 september | Master KG, Burna Boy & Nomcebo Zikode    | Jerusalema (Remix)    |
| 19 september | Master KG, Burna Boy & Nomcebo Zikode    | Jerusalema (Remix)    |
| 26 september | Damso & Hamza                            | BXL zoo               |
| 3 oktober    | Master KG, Burna Boy & Nomcebo Zikode    | Jerusalema (Remix)    |
| 10 oktober   | Master KG, Burna Boy & Nomcebo Zikode    | Jerusalema (Remix)    |
| 17 oktober   | Master KG, Burna Boy & Nomcebo Zikode    | Jerusalema (Remix)    |
| 24 oktober   | Master KG, Burna Boy & Nomcebo Zikode    | Jerusalema (Remix)    |
| 31 oktober   | Master KG, Burna Boy & Nomcebo Zikode    | Jerusalema (Remix)    |
| 7 november   | Dua Lipa & Angèle                        | Fever                 |
| 14 november  | Dua Lipa & Angèle                        | Fever                 |
| 21 november  | Dua Lipa & Angèle                        | Fever                 |
| 28 november  | Dua Lipa & Angèle                        | Fever                 |
| 5 december   | Dua Lipa & Angèle                        | Fever                 |
| 12 december  | Dua Lipa & Angèle                        | Fever                 |
| 19 december  | Dua Lipa & Angèle                        | Fever                 |
| 26 december  | Dua Lipa & Angèle                        | Fever                 |